# SMOS (satélite)
SMOS (sigla de Soil Moisture and Ocean Salinity) é um mini satélite científico da Agência Espacial Europeia (ESA) cuja missão é medir a humidade da superfície da Terra e a salinidade da superfície dos oceanos, melhorando a compreensão do ambiente terrestre e sua evolução.[carece de fontes?]
O satélite foi lançado em 2 de novembro de 2009 (01:50 UTC) junto com outro pequeno satélite da ESA, o PROBA-2, a partir do cosmódromo de Plesetsk (Rússia), por um foguete Rokot.

A previsão, é que a missão tenha a duração de três anos.[carece de fontes?]